# بخش گلبرگا
بخش گلبرگا (به انگلیسی: Gulbarga district) یک منطقهٔ مسکونی در هند است که در بخش گولبرگا واقع شده‌است. بخش گلبرگا ۱۰٬۹۵۱ کیلومتر مربع مساحت و ۲٬۵۶۶٬۳۲۶ نفر جمعیت دارد و ۴۵۴ متر بالاتر از سطح دریا واقع شده‌است.